# Diócesis de Bafatá
La diócesis de Bafatá (en latín: Dioecesis Bafatana y en portugués: Diocese de Bafatá) es una circunscripción eclesiástica latina de la Iglesia católica en Guinea-Bisáu, inmediatamente sujeta a la Santa Sede. La diócesis es sede vacante desde el 31 de marzo de 2021.

## Territorio y organización

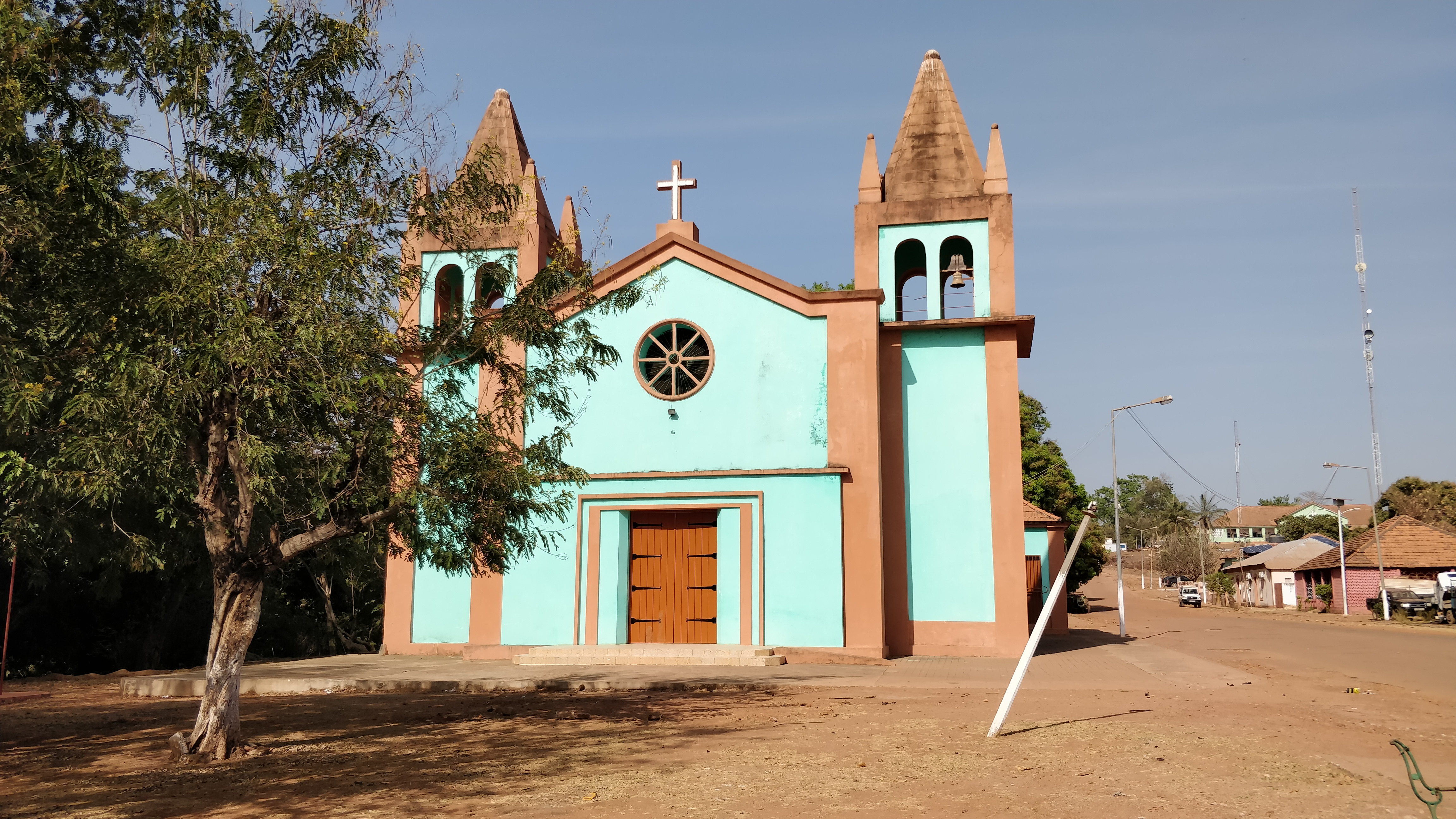
Catedral de Bafatá, Guinea-Bissau

La diócesis tiene 11 495 km² y extiende su jurisdicción sobre los fieles católicos de rito latino residentes en las regiones de Gabú, Bafatá, Quinara, Tombali y Bolama.
La sede de la diócesis se encuentra en la ciudad de Bafatá, en donde se halla la Catedral de Nuestra Señora de la Gracia. 
En 2020 en la diócesis existían 13 parroquias.

## Historia
La diócesis fue erigida el 13 de marzo de 2001 mediante la bula Cum ad fovendam del papa Juan Pablo II separando territorio de la diócesis de Bisáu.

## Estadísticas
De acuerdo al Anuario Pontificio 2021 la diócesis tenía a fines de 2020 un total de 35 600 fieles bautizados.
| Año                                                                             | Población            | Población | Población      | Sacerdotes | Sacerdotes    | Sacerdotes    | Bautizados por sacerdote | Diáconos permanentes | Religiosos | Religiosos | Parroquias |
| Año                                                                             | Bautizados católicos | Total     | % de católicos | Total      | Clero secular | Clero regular | Bautizados por sacerdote | Diáconos permanentes | Varones    | Mujeres    | Parroquias |
| ------------------------------------------------------------------------------- | -------------------- | --------- | -------------- | ---------- | ------------- | ------------- | ------------------------ | -------------------- | ---------- | ---------- | ---------- |
| 2001                                                                            | 31 000               | 490 000   | 6.3            | 16         | 4             | 12            | 1937                     |                      | 13         | 30         | 9          |
| 2002                                                                            | 31 000               | 490 000   | 6.3            | 10         | 7             | 3             | 3100                     |                      | 4          | 25         | 4          |
| 2003                                                                            | 31 000               | 511 000   | 6.1            | 9          | 6             | 3             | 3444                     |                      | 6          | 32         | 4          |
| 2004                                                                            | 31 000               | 490 000   | 6.3            | 12         | 6             | 6             | 2583                     |                      | 9          | 32         | 6          |
| 2006                                                                            | 33 000               | 511 000   | 6.5            | 17         | 10            | 7             | 1941                     |                      | 9          | 35         | 11         |
| 2007                                                                            | 33 000               | 523 000   | 6.3            | 19         | 11            | 8             | 1736                     |                      | 10         | 31         | 10         |
| 2012                                                                            | 36 400               | 685 000   | 5.3            | 21         | 9             | 12            | 1733                     |                      | 13         | 28         | 10         |
| 2015                                                                            | 34 635               | 719 000   | 4.8            | 22         | 13            | 9             | 1574                     | 2                    | 9          | 32         | 9          |
| 2018                                                                            | 35 295               | 739 040   | 4.8            | 21         | 13            | 8             | 1680                     | 1                    | 9          | 26         | 12         |
| 2020                                                                            | 35 600               | 756 600   | 4.7            | 24         | 15            | 9             | 1483                     |                      | 11         | 26         | 13         |
| Fuente: Catholic-Hierarchy, que a su vez toma los datos del Anuario Pontificio. |                      |           |                |            |               |               |                          |                      |            |            |            |

## Episcopologio
- Carlos Pedro Zilli, P.I.M.E. † (13 de marzo de 2001-31 de marzo de 2021 falleció)
  - Sede vacante (desde 2021)